# No Return
No Return è un singolo del rapper statunitense Polo G, pubblicato il 18 giugno 2021 come quinto estratto dal terzo album in studio Hall of Fame.

## Descrizione
No Return, che vede la partecipazione del rapper australiano The Kid Laroi e del rapper statunitense Lil Durk, è stato scritto da questi ultimi due con Polo G, mentre la produzione è stata affidata a Mason Wu, Ryder Johnson e Taz Taylor.

## Video musicale
Il video musicale, diretto da Mooch, è stato reso disponibile l'11 giugno 2021.

## Formazione
Musicisti
- Polo G – voce
- The Kid Laroi – voce aggiuntiva
- Lil Durk – voce aggiuntiva

Produzione
- Mason Wu – produzione
- Ryder Johnson – produzione
- Taz Taylor – produzione
- Eric Lagg – mastering
- Todd Hurtt – missaggio, registrazione

## Classifiche
| Classifica (2021) | Posizione massima |
| ----------------- | ----------------- |
| Australia         | 33                |
| Canada            | 26                |
| Irlanda           | 40                |
| Regno Unito       | 47                |
| Stati Uniti       | 26                |